# كورتيس براي
كورتيس براي (بالإنجليزية: Curtis Bray)‏ هو لاعب كرة قدم أمريكية أمريكي، ولد في 9 مايو 1970 في Monroeville, Pennsylvania ‏ في الولايات المتحدة، وتوفي في 15 يناير 2014 في أيمز في الولايات المتحدة بسبب انصمام رئوي.